# 高速动车组旅客列车

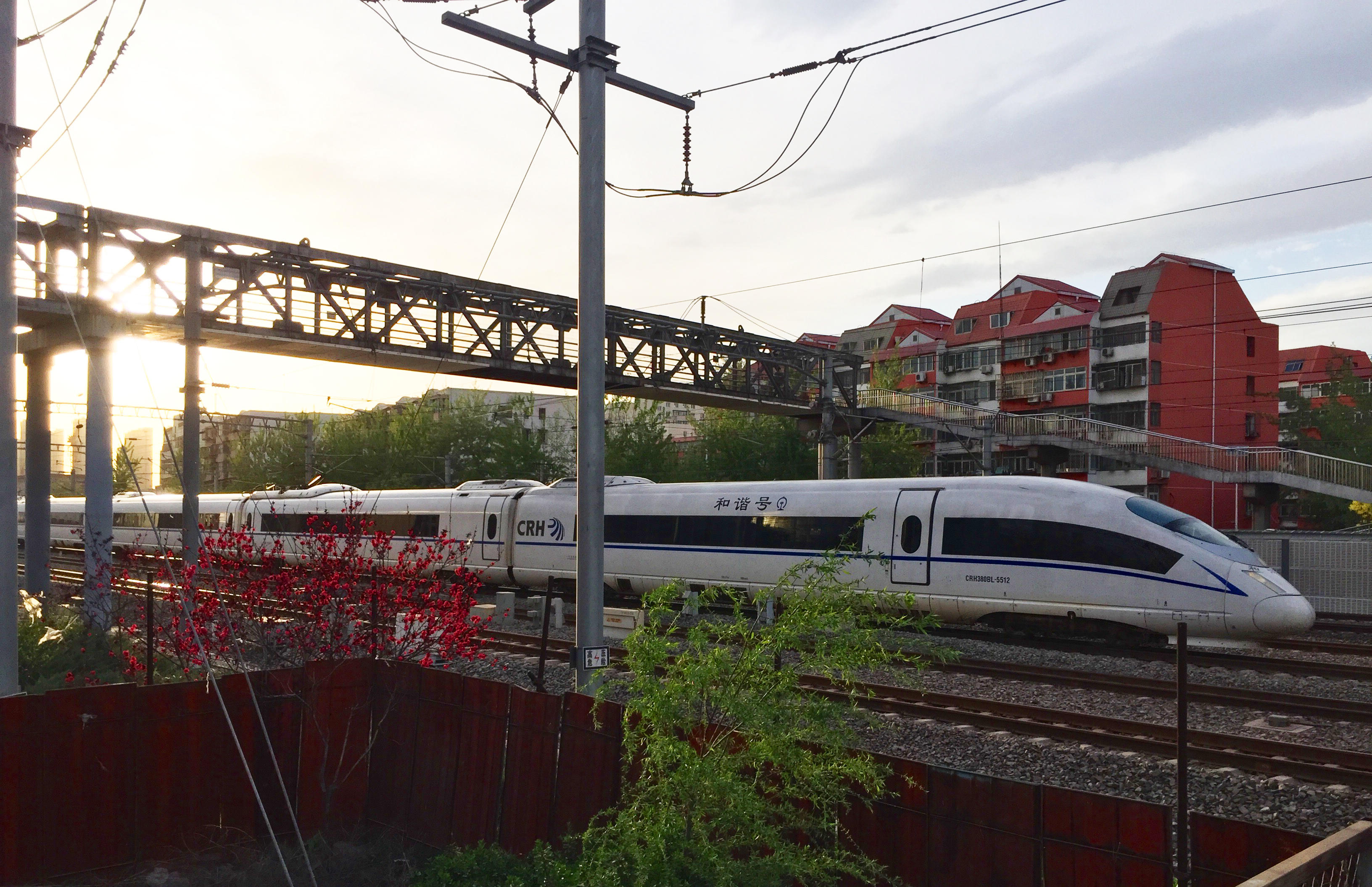
至的G38次（现G170次）列车；普通／高速动车组列车的担当路局不一定是发站或到站所属路局，如图中的G38次列车即由济南铁路局担当

高速动车组旅客列车（英文代码为G，俗称G字头列车，民众惯称高铁）是中国铁路列车等级之一，指运行于高速铁路、最高运行时速可达250-350km/h的动车组，为中国铁道部在2009年4月1日起重設的等级（第一次設立在1998年8月28日，至2000年廢止），并于同年12月26日率先于武广客运专线使用。车次使用规则为为G+4位数字，其中G1-G4998为直通（跨局）列车，G5001-G9998为各铁路局管内列车。鐵路系統標準念法為「高*次」，普通民眾习惯念作「G*次」。
中国第一列以G字开头、时速300km/h以上的高速动车组列车为武汉站至广州北站的G1001次列车，首发当日以两车重联共16节车厢，载客1220人，全程平均时速341公里，仅用2小时46分跑完全程1069公里，创下机车重联情况下商用运营时速的世界纪录。
在以和谐号列车使用G字编号作为列车用车之前，1998年8月28日时的广深及广九列车车次有以X2000“新时速”摆式列车作为列车用车时，就以G字编号作为列车等级编号，最高时速达200km/h，不过X2000车型为集中动力型列车而非分布动力型列车。
另外，深港高速動車組列車、褔港高速动车组列车、厦港高速动车组列车以及汕港高速动车组列车，虽然同样采用G字头的车次，但由于广深港高铁深圳北至香港西九龙段的最高运营速度，以及杭深铁路宁波至深圳段初期營運時速均为200公里，因此上述的动车组列车车次均是全程最高运行时速低于300公里的G字头动车组列车。2020年7月1日商合杭高铁开通后，南京南—宣城的G7711-G7718次列车成为中国内陆地区首趟全程最高运行时速低于300公里的图定G字头动车组列车，由于其经由的宁安客运专线和商合杭高铁芜宣段运营时速均低于300公里。不过芜宣段仍然按照350级别定价。

## 主要车型
- CRH2C
- CRH3C
- CRH380系列
- CR400系列